# .300 Savage

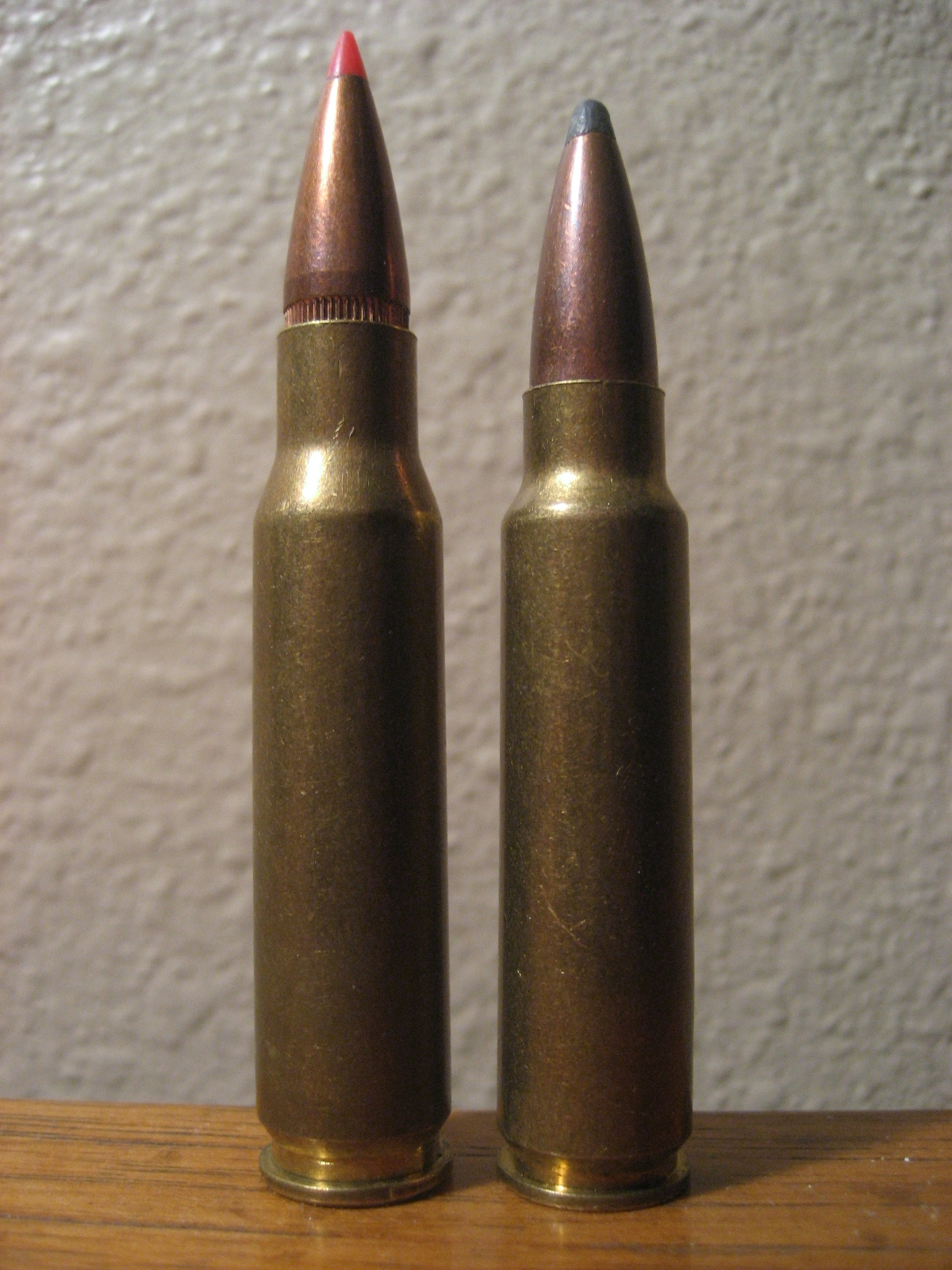
Um .300 Savage a direita ao lado de um .308 Win (esq.)

O .300 Savage é um cartucho de fogo central para rifles de calibre .30 sem aro desenvolvido pela Savage Arms Company em 1920. Ele foi projetado para substituir o menos poderoso .303 Savage em seu popular rifle sem cão, Savage Model 99 por ação de alavanca. Apesar de ter um estojo curto e um "pescoço" bastante atarracado, o cartucho é capaz de impulsionar uma bala de 150 grãos (9,7 g) a mais de 2.600 pés/s (790 m/s) com um alcance efetivo de mais de 300 jardas (270 m).